# Ławrientij Jakuszew
Ławrientij Trofimowicz Jakuszew (Babkin) (ros. Лаврентий Трофимович Якушев (Бабкин), ur. 1903 we wsi Aleksandrowka w guberni kurskiej, zm. w marcu 1986 w Moskwie) – funkcjonariusz radzieckich organów bezpieczeństwa, pułkownik, ludowy komisarz spraw wewnętrznych Krymskiej ASRR (1938).

## Życiorys
Od kwietnia 1920 do kwietnia 1921 pomocnik informatora powiatowej Czeki w Stawropolu, od kwietnia 1921 do marca 1928 pomocnik pełnomocnika wydziału informacyjnego biura politycznego powiatowej Czeki/okręgowego oddziału GPU w Melitopolu, szef wydziału informacyjnego okręgowego oddziału GPU w Melitopolu. Od 1927 w WKP(b), od marca do maja 1928 pełnomocnik wydziału informacyjnego GPU przy Radzie Komisarzy Ludowych Ukraińskiej SRR, później szef wydziałów informacyjnych okręgowych oddziałów Czeki kolejno w Nieżynie (maj 1928 – lipiec 1929) i Czerkasach (lipiec 1929 – październik 1930), od października 1930 do marca 1931 szef wydziału informacyjnego sektora operacyjnego GPU w Charkowie. Od marca 1931 do marca 1935 pomocnik szefa wydziału tajno-politycznego sektora operacyjnego/obwodowego oddziału GPU/Zarządu Bezpieczeństwa Państwowego (UGB) Zarządu NKWD obwodu charkowskiego. Od 1 marca 1935 do 25 grudnia 1936 szefa wydziału tajno-politycznego UGB Zarządu NKWD obwodu charkowskiego, od 23 lutego 1936 kapitan bezpieczeństwa państwowego, od 25 grudnia 1936 do 16 sierpnia 1937 zastępca szefa Wydziału IV UGB Zarządu NKWD obwodu charkowskiego, od 16 sierpnia do 1 października 1938 zastępca szefa Zarządu NKWD obwodu kijowskiego, od 1 października 1937 do 26 lutego 1938 szef Zarządu NKWD obwodu żytomierskiego. Od lutego do maja 1938 w rezerwie, od 3 maja do 4 sierpnia 1938 zastępca ludowego komisarza, a od 4 sierpnia do 18 grudnia 1938 ludowy komisarz spraw wewnętrznych Krymskiej ASRR. 28–29 października 1938 na Krymie kierował egzekucją 770 osób, z których 553 osoby zastrzelił osobiście. 18 grudnia 1938 aresztowany, 20 czerwca 1939 skazany na 20 lat więzienia, w październiku 1941 zwolniony i skierowany do brygady zmotoryzowanej NKWD (do czerwca 1942). Od czerwca do listopada 1942 zastępca szefa wydziału wywiadowczego i zastępca szefa grupy operacyjnej NKWD Północnej Grupy Oddziałów Partyzanckich (obwód smoleński), od listopada 1942 do lipca 1943 zastępca szefa wydziału wywiadowczego i zastępca szefa grupy operacyjnej NKWD oddziałów partyzanckich Frontu Kalinińskiego, 11 lutego 1943 awansowany na podpułkownika bezpieczeństwa państwowego. Od lipca 1943 do lutego 1944 zastępca szefa wydziału wywiadowczego i zastępca szefa grupy operacyjnej NKGB brygady partyzanckiej Wiszniowa (obwód witebski), w lutym-marcu 1944 w rezerwie oddziału specjalnego przeznaczenia NKGB, od marca 1944 do stycznia 1945 zastępca dowódcy specjalnego oddziału partyzanckiego Iwanowa ds. wywiadu (tzw. Zachodnia Ukraina), od lutego do maja 1945 szef Oddziału II Wydziału X Zarządu Gospodarczego Ludowego Komisariatu Obrony ZSRR w stopniu pułkownika.

## Odznaczenia
- Order Lenina
- Order Czerwonego Sztandaru (dwukrotnie)
- Order Czerwonej Gwiazdy (19 grudnia 1937)
- Odznaka "Honorowy Pracownik Czeki/GPU (XV)" (8 kwietnia 1933)

I 5 medali.